# 山田一統
山田 一統（やまだ かずと、1985年11月7日 - ）は、日本の元子役。事務所は劇団東俳に所属していた。東京都出身。

## 出演作品

### テレビ
- 快傑熟女!心配ご無用（TBS系）
- 漠さんのひゅーまんテレビ（テレビ東京系）

### ドラマ
- 寺子屋ゆめ指南（1997年、NHK総合） - 政太郎 役
- LOVE&PEACE（1998年、日本テレビ系）
- すずらん（1999年、NHK総合） - 中村竹次郎（少年時代） 役
- アフリカの夜（1999年、フジテレビ系）
- 鉄甲機ミカヅキ（2000年、フジテレビ系）
- 葵 徳川三代（2000年、NHK総合） - 松平忠輝（少年時代）役

### 映画
- 学校の怪談3（1997年、東宝） - 太田真琴 役

### 舞台
- めぐりあい